# Vânătorii de fantome (film din 2016)

Afișul original al filmului

Vânătorii de fantome (titlu original: Ghostbusters, titlu alternativ Ghostbusters: Answer the Call) este un film american supranatural de comedie din 2016 regizat de Paul Feig. Rolurile principale au fost interpretate de actorii Melissa McCarthy, Kristen Wiig, Kate McKinnon, Leslie Jones și Chris Hemsworth. Scris de Feig și Katie Dippold, este al treilea film din franciza Ghostbusters (după Vânătorii de fantome din 1984 și Vânătorii de fantome 2 din 1989) și sevește ca reboot al filmelor anterioare. Prezintă patru femei care încep să vâneze fantome prin New York City.

## Distribuție
- Melissa McCarthy ca Dr. Abigail "Abby" Yates, o cercetătore a paranormalului care fondează Ghostbusters cu Gilbert și Holtzmann
- Kristen Wiig ca Dr. Erin Gilbert, fizician care se alătură Ghostbusters după ce este concediată de la Universitatea Columbia
- Kate McKinnon ca Dr. Jillian Holtzmann, inginer excentric, membră Ghostbusters, ea este cea care creează echipamentele
- Leslie Jones ca Patty Tolan, lucrătoare la metroul din New York City care ajunge primul recrut al  Ghostbusters
- Chris Hemsworth ca Kevin Beckman, secretarul chipeș dar prostănac al Ghostbusters
- Cecily Strong ca Jennifer Lynch, asistenta primarului
- Andy García ca Mayor Bradley
- Neil Casey ca Rowan North, un om de știință nebun care eliberează fantomele și le dezlănțuie asupra New York City
- Charles Dance - Harold Filmore
- Michael K. Williams - Agent Hawkins
- Matt Walsh - Agent Rourke
- Ed Begley Jr. - Ed Mulgrave
- Steve Higgins - Dean Thomas Shanks
- Michael McDonald - Jonathan, the theater manager
- Karan Soni - Benny
- Zach Woods - tour guide (Gareth)
- Nate Corddry - -artist în graffiti
- Toby Huss - Officer Stevenson
- Katie Dippold - a rental agent
- Jessica Chaffin - a waitress
- Jamie Denbo - a waitress
- Dave Allen - electrocuted ghost
- Steve Bannos - a flasher ghost
- Adam Ray - Slimer (voce)

### Roluricameo
- Bill Murray - Martin Heiss, a paranormal debunker
- Dan Aykroyd - a taxi driver
- Ernie Hudson - Bill Jenkins, Patty's uncle
- Sigourney Weaver - Rebecca Gorin, Holtzmann's mentor
- Annie Potts - Vanessa, a hotel desk clerk
- Ozzy Osbourne - himself
- Al Roker - himself
- Pat Kiernan - himself
- Rosanna Scotto - herself
- Greg Kelly - himself
- Daniel Ramis - Metal Head

## Producție
Un al treilea film Ghostbusters a fost în diverse faze ale producției încă din 1989. Cheltuielile de producție s-au ridicat la 144 de milioane $.